# Le Veinard (film, 1975)
Pour plus de détails, voir Fiche technique et Distribution.
Le Veinard (That Lucky Touch) est une comédie anglo-allemande de Christopher Miles sortie en 1975 avec Roger Moore et Susannah York.

## Synopsis
À Bruxelles, un marchand d'armes international qui cherche à vendre des armes à l'OTAN rencontre sa voisine, une journaliste du Washington Post, farouchement antimilitariste. Cette rencontre produit des étincelles.

## Fiche technique
- Titre original anglais : That Lucky Touch
- Titre allemand : Bleib mir ja vom Leib
- Titre français : Le Veinard
- Réalisateur : Christopher Miles
- Scénariste : Moss Hart, John Briley, Monja Danischewsky
- Producteur :  Dimitri de Grunwald
- Musique du film :  John Scott
- Pays d'origine : Royaume-Uni, Allemagne de l'Ouest
- Genre : comédie
- Durée : 89 minutes
- Dates de sortie : 
  - Royaume-Uni : 7 aout 1975
  - Allemagne de l'Ouest : 2 janvier 1976

## Distribution
- Roger Moore (VF : Claude Bertrand) : Michael Scott
- Susannah York (VF : Jeanine Freson) : Julia Richardson
- Shelley Winters (VF : Paule Emanuele) : Diana Steedeman
- Lee J. Cobb (VF : André Valmy) : Général Henry Steedman
- Jean-Pierre Cassel (VF : Lui-même) : Leo
- Raf Vallone (VF : René Arrieu) : Général Peruzzi
- Sydne Rome (VF : Evelyn Selena) : Sophie
- Donald Sinden (VF : Jean-Claude Michel) : Général Armstrong
- Michael Shannon (VF : Bernard Murat) : Lieutenant Davis
- Aubrey Woods (en) (VF : Daniel Brémont) : Vicomte L'Ardey
- Alfred Hoffman (VF : Roger Lumont) : Berckman
- Vincent Hall (VF : Vincent Ropion) : David Richardson
- Julie Dawn Cole (VF : Séverine Morisot) : Tina Steedman
- Fabian Cevallos : le photographe
- Timothy Carlton (VF : Jean-Pierre Moreux) : le conducteur du tank
- Takis Emmanuel : le sheik arabe

## Autour du film
La chanson du générique de fin That Lucky Touch est interprétée par le groupe Motivation a été composé par Chris Arnold, David Martin and Geoff Morrow